# سن وي بيراميد

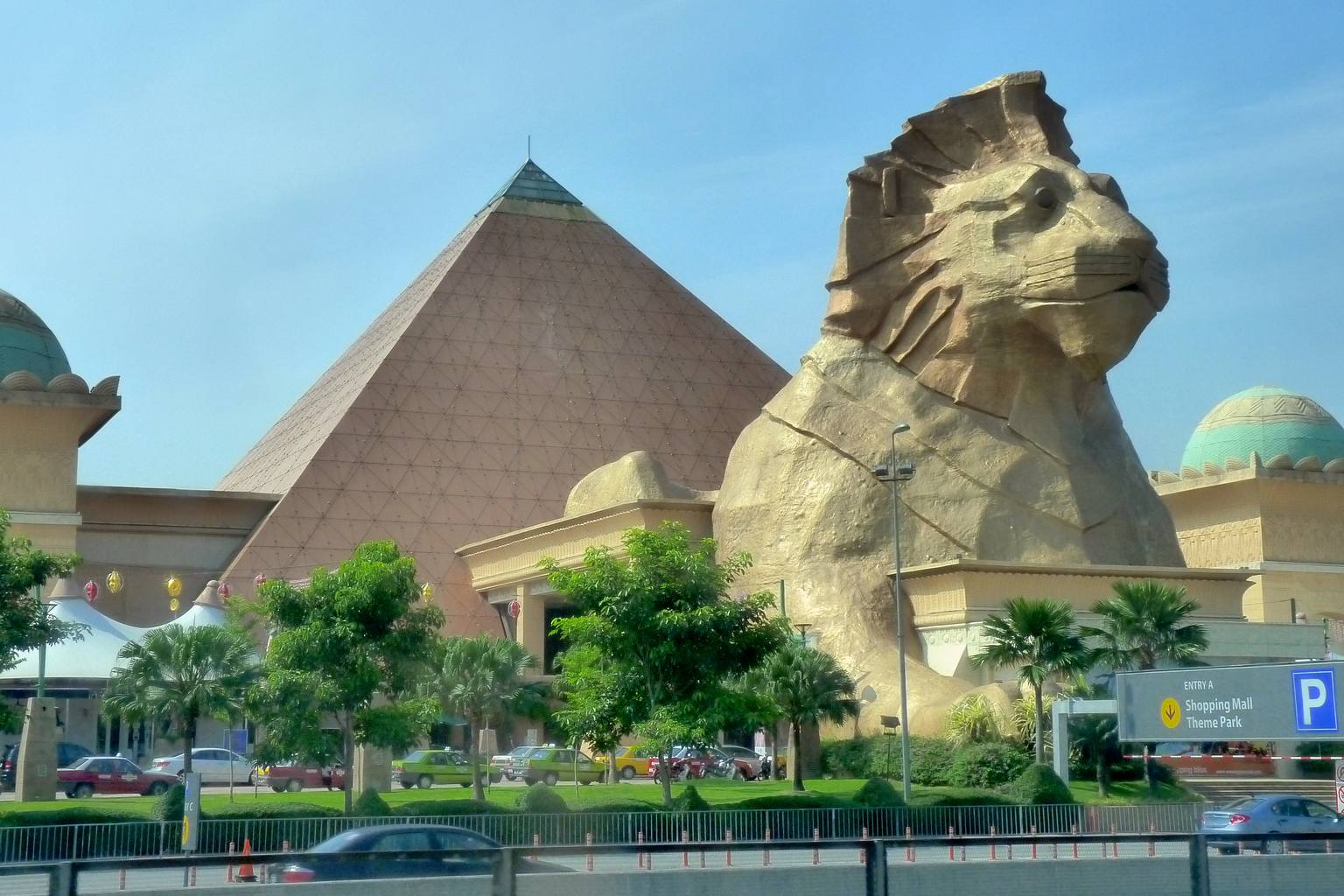
واجهة سن وي بيراميد الرئيسة يتقدمها تمثال الأسد.

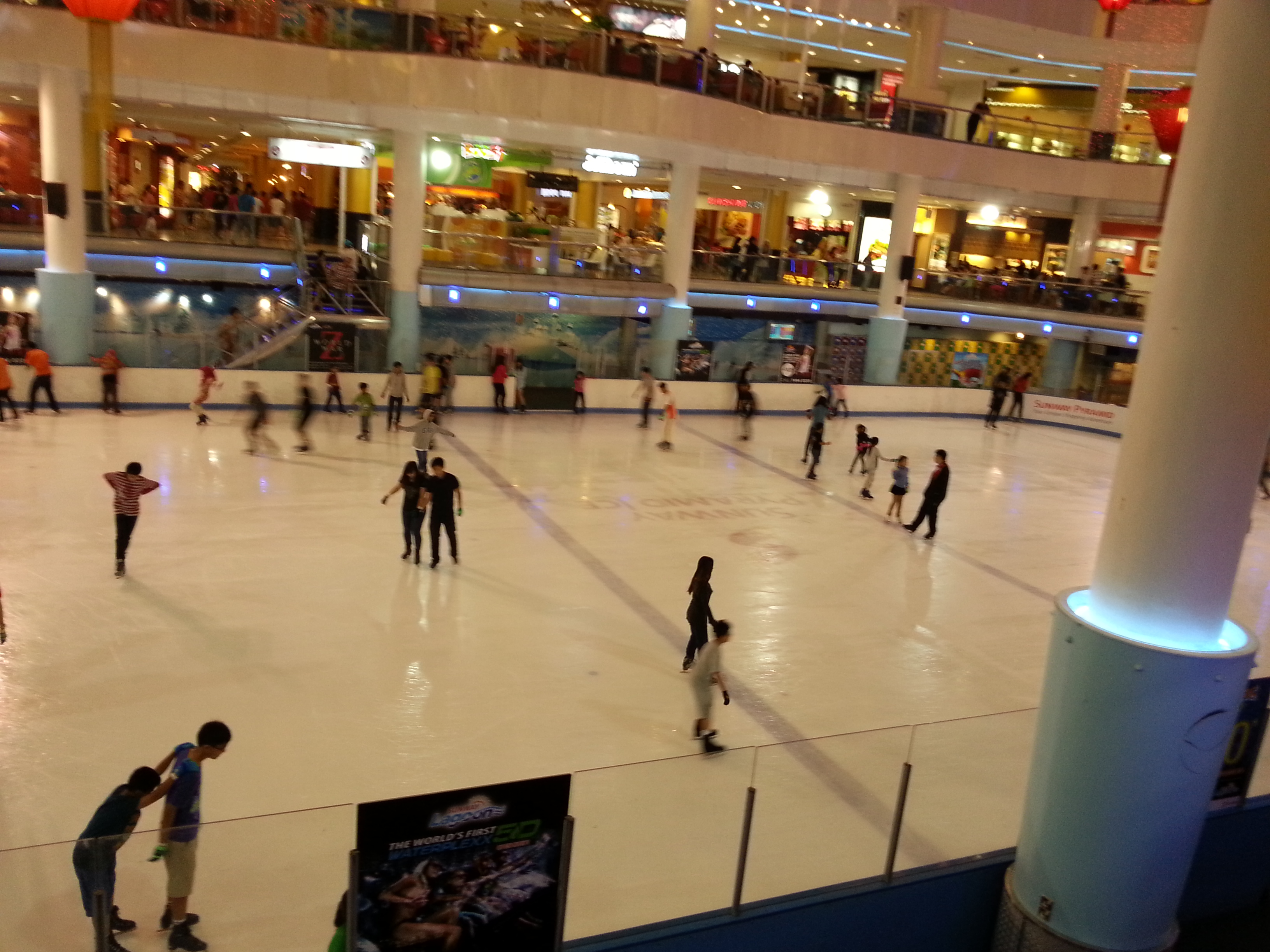
مكان التزلج الجليدي في سن وي بيراميد.

سن وي بيراميد (بالإنجليزية: Sunway Pyramid)‏ مجمع تجاري مستوحى تصميمه من أهرامات مصر يقع في قلب بندر سن وي بماليزيا، وقد افتتح في تموز (يوليو) 1997م.
يتميز المجمع التجاري بالتصميم البارز المستحوى من أهرامات مصر، ويتقدمه تمثال أسد حاميًا بابه الرئيس. يحتوى بداخله العديد من التصميام المستوحاة من ثقافات وحضارات قديمة، وفيه قسم مسمى «مراكش» فيه التصميم مقارب لتلك الموجودة في عمارة مراكش. يعتبر المجمع التجاري أحد المعالم المهمة في بندر سن وي إلى جانب مستشفى سن وي وجامعة سن وي.